# Fondation ARSEP pour la recherche sur la sclérose en plaques
 (décembre 2020).
 (décembre 2020).
Si vous disposez d'ouvrages ou d'articles de référence ou si vous connaissez des sites web de qualité traitant du thème abordé ici, merci de compléter l'article en donnant les références utiles à sa vérifiabilité et en les liant à la section « Notes et références ».
 (novembre 2020).
La Fondation pour l'aide à la recherche sur la sclérose en plaques (Fondation ARSEP), a pour mission le financement de la recherche sur la sclérose en plaques et maladies apparentées comme la NMOSD (Spectre des Neuro-Myélites Optiques) ainsi que l'information médicale et scientifique.

## Historique
La Fondation créée en 2010 est issue de l’ARSEP, association à but non lucratif, fondée en 1969 dans le but d'apporter une aide financière aux équipes de recherche institutionnelles. En 2010, elle est transformée en Fondation reconnue d’utilité publique.  
Elle est membre de : 
- Fédération internationale de la sclérose en plaques[1]
- FRC - Fédération pour la Recherche sur le Cerveau
- UNISEP - Union pour la lutte contre la Sclérose en Plaques

## Missions
Son action se concentre sur plusieurs enjeux essentiels : 
- soutenir et développer les projets de recherche sur la sclérose en plaques,
- apporter l’information la plus juste aux patients
- sensibiliser le grand public à cette maladie encore peu connue.

Elle se donne pour objets de promouvoir et encourager la recherche française et internationale sur la sclérose en plaques et les maladies apparentées par le financement annuel de travaux dans différents domaines (immunologie, épidémiologie, génétique, neurobiologie, imagerie, sciences humaines et sociales) de la recherche (fondamentale et clinique) et par le financement exceptionnel de projets de grande envergure en collaboration avec les instituts publics de recherche français (Inserm, CNRS, facultés, INRA, CEA…) ou étrangers. Ainsi que de diffuser l’information la plus pertinente sur les avancées médicales, scientifiques et thérapeutiques au travers de bulletins d’informations trimestriels, de lettres d'information, de brochures et des congrès ou des manifestations organisés.

## Structure
Le Conseil d'administration est présidé bénévolement par Brigitte Taittinger-Jouyet qui a succédé à Jean-Frédéric de Leusse en décembre 2020. 
Le Comité Médico-Scientifique examine les demandes de financement qui lui sont adressées par le biais des différents appels à projets. Les membres bénévoles de ce comité exercent tous une activité de recherche.

## Ressources
La Fondation ARSEP finance ses actions à l'aide des dons versés par ses donateurs, testateurs et partenaires. Elle ne perçoit pas de fonds de la part de l’Etat. Elle est agréée par le label Don en confiance[réf. nécessaire].
Les grands principes du Don en Confiance sont : le respect du donateur, la transparence, la recherche d'efficacité, la probité et le désintéressement.

## Campagne de communication
- Spot TV : « Qui perd, gagne », diffusé en 2019, sur les chaines de télévision TF1 - Canal+ - AB groupe - Lagardère TV et Next Regie et sur les écrans digitaux de ClearChannel ainsi sur des écrans cinéma de Mediavision.

## Campagne de sensibilisation et de collecte
- « Fête des Mères pour la Fondation ARSEP » : du 1er au 31 mai, un appel à dons par des tirelires disposées dans des commerces.
- Journée Mondiale de la SEP le 30 mai.

## Diffusion télévisuelle
- Money Drop sur TF1 en 2017, présenté par Laurence Boccolini, avec : Jarry et Olivier de Benoist, Gil Alma et Isabelle Vitari (Nos chers voisins), Artus et Ariane Brodier, Florent Peyre et Roselyne Bachelot, Waly Dia et Philippe Candeloro. Ils ont gagné 140 000 € au profit de la recherche sur la sclérose en plaques.
- Météo TF1 : participation d'une bénévole de la Fondation, atteinte de sclérose en plaques, au bulletin météo d'Évelyne Dhéliat à 20 h 50 dans le cadre du Duoday 2020[2].

## Actions
La Fondation organise une Journée Portes Ouvertes des laboratoires de recherche sur la SEP, un congrès annuel des patients, une journée des jeunes atteints de SEP (de -21 ans) ainsi qu’une journée sportive « Le Grand Défi SEP ».

## Récompense
- 2009 : Médaille d’or de l'Académie nationale de médecine[3]

## Réalisations de la Fondation
En 1996, la Fondation achète un séquenceur d'ADN pour l'hôpital de la Pitié-Salpêtrière à Paris.
En 1998, elle cofinance l'acquisition d'un appareil IRM à l'hôpital des Quinze-Vingts de Paris.
En 2003, elle participe au développement du  CRMBM-CEMEREM (Center for Magnetic Resonnance in Biology and Medecine – Centre d’Exploration Métabolique par Résonance Magnétique) à Marseille. Ce centre est devenu l’un des leader dans la recherche sur les techniques d’imagerie.
En 2004, la Fondation finance des projets de recherche clinique.
Depuis 2009, elle est l’une des quatre associations de patients à l’origine de la banque tissulaire - NeuroCeb  qui permet de fournir des échantillons cérébraux humains, normaux et pathologiques, aux chercheurs engagés dans la lutte contre certaines affections, notamment la sclérose en plaques) et la cofinance à hauteur de 20 %.
Depuis 2014, elle soutient financièrement l’Observatoire français de la SEP - OFSEP ainsi que le développement de la base de données EDMUS.
Depuis 2017, la Fondation attribue dans le cadre de son partenariat avec la MSIF, une bourse McDonald pour aider un jeune chercheur issu d’un pays émergeant à développer un projet de recherche.
Depuis 2018, elle apporte son soutien financier à la Société Francophone de SEP (SF-SEP) pour la coordination des centres de ressources et compétences (CRC-SEP) et à FCRIN4MS pour favoriser l’implication des centres français impliqués dans la recherche clinique sur la SEP et les maladies apparentées.